# София Фредерика фон Мекленбург
София Фредерика фон Мекленбург-Шверин (на немски: Sophie Friederike, Herzogin zu Mecklenburg-Schwerin; на датски: Sophie Frederikke af Mecklenburg-Schwerin; * 24 август 1758 в Шверин; † 29 ноември 1794 в дворец Зоргенфрай при Копенхаген) е херцогиня от Мекленбург-Шверин и чрез женитба наследствена принцеса на Дания и Норвегия.
Тя е единствената дъщеря на наследствения принц Лудвиг фон Мекленбург (1725 – 1778) и съпругата му ринцеса Шарлота София фон Саксония-Кобург-Заалфелд (1731 – 1810), дъщеря на херцог Франц Йосиас фон Саксония-Кобург-Заалфелд (1697 – 1764) и принцеса Анна София фон Шварцбург-Рудолщат (1700 – 1780).
Сестра е на Фридрих Франц I (1756 – 1837), велик херцог на Мекленбург.
Тя умира на 36 години на 29 ноември 1794 г. в дворец Зоргенфрай при Копенхаген и е погребана в Роскилде.

## Фамилия
София Фредерика фон Мекленбург-Шверин се омъжва на 21 октомври 1774 г. в Копенхаген за наследствения принц Фредерик Датски (1753 – 1805), син на датския крал Фредерик V (1723 – 1766), крал от 1746 г., и втората му съпруга Юлиана фон Брауншвайг-Волфенбютел (1729 – 1796). Те имат децата:
- дъщеря (*/† 1783)
- Юлиана Мария (*/† 1784)
- Кристиан VIII (1786 – 1848), крал на Дания (1839 – 1848), крал на Норвегия (1814)
- Юлиана София (1788 – 1850), омъжена на 22 август 1812 г. в дворец Фредериксберг в Копенхаген за ландграф Вилхелм фон Хесен-Филипстал-Бархфелд (1786 – 1834)
- Луиза Шарлота (1789 – 1864), омъжена на 10 ноември 1810 г. в дворец Амалиенборг Копенхаген за ландграф Вилхелм фон Хесен-Касел-Румпенхайм (1787 – 1867)
- Фридрих Фердинанд (1792 – 1863), 1848 – 1863 тронпринц на Дания, женен на 1 август 1829 г. в дворец Фредериксберг в Копенхаген за братовчедката си Каролина (1793 – 1881), дъщеря на датския крал Фредерик VI и Мария фон Хесен-Касел.